# TC Blau-Weiß Neufahrn
Der TC Blau-Weiß Neufahrn 1963 ist ein Tennisverein aus der bayerischen Gemeinde Neufahrn bei Freising.
Am 2. August 1963 gegründet, war Hans Wölfl der erste Vorsitzende des Vereins. Im Folgejahr begann man mit dem Bau von Plätzen, von denen die beiden ersten 1965 fertiggestellt wurden. Im gleichen Jahr zählte der Verein bereits 38 Mitglieder. Die Mitgliederzahl stieg rasch an, so dass man 1968 bei 120 Mitgliedern einen ersten Aufnahmestopp verhängte. Die 1. Herrenmannschaft trat 1969 erstmals zu einem Punktspiel an. Im Jahr darauf bestritt auch die Damenmannschaft erste Freundschaftsspiele. Nachdem sich die Mitgliederzahl des Vereins 1975 auf 240 verdoppelt hatte, wurden drei Jahre später den sechs bestehenden Plätzen drei weitere hinzugefügt. 1985 wurden mehr als 500 Mitglieder gezählt. Es stellten sich in den Folgejahren erste Erfolge von Vereinsspielern bei den Oberbayrischen Hallenmeisterschaften ein. 1991 stieg die Damen-Mannschaft unter Trainer Peter Haas in die Oberliga auf. Über die Regionalliga führte der Weg sodann 1996 mittels Aufstieg in die 1. Tennis-Damen-Bundesliga. Jedoch konnte man die Klasse nicht halten und trat nach der erfolglos verlaufenen Abstiegsrunde gemeinsam mit dem Crefelder HTC den Weg in die unteren Ligen an. Im Jahr 2010 scheiterte man am Aufstieg in die Landesliga.
Der Verein verfügt neben elf Sandplätzen über einen Kunstrasenplatz, einen Kleinfeldplatz sowie ein Clubheim. Es gibt jeweils eine Erste und Zweite Damen- bzw. Herrenmannschaft. Darüber hinaus hält der Verein jeweils eine Damen 40-, Damen 50 I- und Damen 50 II-Mannschaft sowie je eine Herren 30-, Herren 40- und Herren 55-Mannschaft vor. Ferner existiert eine Jugendabteilung mit Junioren-, Mädchen-, Knaben- und Mixed-Bambini-Teams.